# رویترز
رویترز (به انگلیسی: Reuters)، یک خبرگزاری بین‌المللی بریتانیایی و زیرمجموعهٔ شرکت تامسون رویترز است. دفتر مرکزی رویترز در لندن قرار دارد و اخبار سراسر دنیا را پوشش می‌دهد. این شرکت در سال ۱۸۵۱ زمانی که بارون جولیوس دو رویتر شروع به ارسال خبرهای بازار سهام بین لندن و پاریس کرد بنیان نهاده شد.
خبرگزاری رویترز در ۱۷ آوریل ۲۰۰۸ با شرکت کانادایی تامسون کورپوریشن ادغام شد و شرکت تامسون رویترز (Thomson Reuters) بنیان نهاده شد. رویترز به ۲۰ زبان در ۹۴ کشور فعالیت می‌کند و بیش از ۲۵۰۰ روزنامه‌نگار دارد. این خبرگزاری تا پیش از ادغام، تامسون رویترز ۲ دفتر منطقه‌ای در نیویورک، آمریکا و سنگاپور داشت. ارزش این شرکت در سال ۲۰۱۰، ۱۳٫۱ میلیارد دلار برآورد گردیده‌است. بنیاد رویترز از ۳ بخش حقوقی، خدمات کمک رسانی و خدمات رسانه‌ای تشکیل گردیده‌است که در بخش رسانه‌ای به آمورش خبرنگاری عمومی می‌پردازد.

## مالکیت و اداره
درحال حاضر به عنوان یک شرکت زیر مجموعه‌ای از شرکت هلدینگ تامسون رویترز است. تامسون رویترز یک شرکت سهامی عام است. مدیر عامل شرکت تامسون رویترز، تام گلوسر است که مدیر عامل سابق رویترز بوده و هیئت مدیره تامسون رویترز متشکل از ۱۴ نفر است. مدیران اجرایی آن با مدیر عامل، ۵ نفر هستند. یک شرکت با عنوان شرکت سهامی بنیانگذاران نیز وجود دارد که وظیفهٔ آن جلوگیری از در اختیار گرفتن بیش از ۱۵ درصد سهام توسط یک فرد یا گروه می‌باشد و برای اینکار دارای رای طلایی است. اعضای این شرکت نباید از ۱۴ نفر کمتر و از ۱۸ نفر بیشتر باشد و حداقل ۲بار در سال جلسه خواهند داشت.

## تعطیلی دفتر رویترز در ایران
اواسط فروردین سال ۱۳۹۱، دولت ایران مجوز مطبوعاتی دفتر رویترز را در تهران به حال تعلیق درآورد. این اقدام پس از آن صورت گرفت که رویترز گزارشی تصویری با عنوان «هزاران زن نینجا به عنوان آدمکش در ایران آموزش می‌بینند» از رزمی‌کاران زن ایرانی منتشر کرد که البته پس از اعتراض‌های ایران و بانوان رزمی‌کار مورد اشاره خبرگزاری رویترز عنوان گزارش خود را به «سه هزار زن نینجا در ایران آموزش می‌بینند.» تغییر داد که نتیجه بخش نبود و وزارت فرهنگ و ارشاد اسلامی ایران طی تماسی با دفتر رویترز از ۱۱ نفر از کارکنان دفتر رویترز در تهران خواست کارت‌های مطبوعاتی خودشان را تحویل دهند.

## فعالیت مجدد دفتر خبرگزاری «رویترز» در تهران
در اردیبهشت سال ۱۳۹۲ معاون وزیر ارشاد اعلام کرد که مجوز خبرگزاری رویترز در تهران از حالت تعلیق خارج و این خبرگزاری می‌تواند فعالیت خود را مجدداً آغاز کند. مجوز این خبرگزاری پس از انتشار گزارشی دربارهٔ زنان رزمی‌کار ایران به حالت تعلیق درآمد.

## گزارش‌های تکذیب شده
- به گزارش خبرگزاری بی‌بی‌سی فارسی، رویترز در گزارشی با استناد به دیپلمات‌های ایرانی و غربی بدون اشاره به هویت آنان مدعی شده بود که ایران آمادگی دارد در خصوص برنامه موشکی خود وارد مذاکره شود، اما این خبر از سوی مقامات ایرانی تکذیب شد و گزارش رویترز از اساس نادرست توصیف شد.[۶]
- به گزارش خبرگزاری مهر به نقل از اسپوتنیک، بانک گازپروم روسیه گزارش رویترز راجع به انتقال وجوه سرمایه گزاری مشترک خارجی در شرکت ملی نفت ونزوئلا به حساب جدیدی در بانک مذکور را تکذیب کرد. در این رابطه بانک گازپروم بیانیه‌ای صادر نمود که در آن افتتاح حساب جدید توسط شرکت ملی نفت ونزوئلا نزد خود را تکذیب کرد. رویترز در گزارش خود با اشاره به این که آمریکا نفت دولتی ونزوئلا را تحریم کرده‌است مدعی شده بود که ونزوئلا از شرکت‌های خارجی خواسته که پرداخت‌های خود را از طریق حساب بانک روسیه انجام دهند.[۷]
- به گزارش روزنامه عصر ایران به نقل از واشینگتن پست، رویترز به نقل از مقامات ایرانی مدعی شده بود که دونالد ترامپ رئیس‌جمهور آمریکا از طریق دولت عمان پیامی به ایران فرستاده، که در این پیام با اشاره به حمله قریب‌الوقوع به این کشور گفته که خواهان جنگ نیست بلکه به دنبال مذاکره است. یک مقام ارشد دولت آمریکا در مصاحبه با روزنامه واشینگتن پست اذعان کرد که این گزارش رویترز کذب است و مدعی شد این خبر یک دروغ تبلیغاتی دولت ایران بوده‌است.[۸] به گزارش یورونیوز فارسی، معاون مطبوعاتی وزارت ارشاد ایران گزارش مذکور از رویترز را ساعاتی پس از انتشار تکذیب کرده بود.[۹][۱۰]
- آمار کشته شدگان اعتراضات آبان ماه از خبرهایی بود که بازتاب گسترده داشت. به گزارش خبرگزاری رویترز به نقل از چهار منبع آگاه درون ایران طی اعتراضات آبان ماه در ایران ۱۵۰۰ نفر کشته شدند.[۱۱] این خبر که نه نام منابع را ذکر کرده و نام خبرنگار یا نویسنده دارد، به نظر حسن عابدینی احتمالاً منبع این گزارش سازمان مجاهدین خلق باشد[۱۲] چرا که پیش‌تر از سوی آن‌ها این آمار ارائه شد بود.[۱۳] این خبر رویترز در شبکه‌های اجتماعی نیز بازتاب داشت که در منابع خبری منعکس شد.[۱۴] حمید بعیدی نژاد سفیر ایران در انگلیس از خبرگزاری رویترز انتقاد کرد، وی اظهار کرد که رویترز از سیاست‌های «روپرت مرداک» صاحب امپراتوری رسانه‌ای صهیونیستی در جهت منافع اسرائیل تبعیت می‌کند. به نظر او گزارش رویترز بر اساس سیاست «دروغ هر چه بزرگ‌تر باورپذیر تر» بود، چرا که سازمان عفو بین‌الملل نیز آمار ۳۰۰ کشته را اعلام کرد. وی افزود که «اصولاً اینکه یک رسانه خارجی بدون داشتن خبرنگار و اطلاعات دست اول در محل، بتواند ادعای دستیابی به آماری از قربانیان حوادث اخیر در ایران داشته باشد محل سؤال است، به‌ویژه از سوی خبرگزاری رویترز که دفتر آن دقیقاً به‌دلیل همین سیاست جعل خبر و دروغ‌پردازی چند سال پیش در ایران بسته شد.»[۱۵]
- در تاریخ سوم ژانویه ۲۰۲۰ پس از انتشار خبر حمله به پایگاه هوایی عین الاسد، که محل استقرار نیروهای آمریکایی در عراق می‌باشد، خبرگزاری رویترز در همان روز به نقل از یک منبع امنیتی داخل پایگاه و همچنین یک مقام رسمی محلی در شهر نزدیک پایگاه، تیتر زد که گزارش‌های حملات به پایگاه‌های نظامی آمریکا در عراق غلط اند.[۱۶]

## دیدگاه‌ها
محمدجواد ظریف وزیر امور خارجه دولت ایران در ۳ تیر ۱۳۹۷ گفت: «رویترز روزانه ۵۰ خبر دروغ دربارهٔ اقتصاد ایران منتشر می‌کند. این خط اخبار منفی علیه ایران، با هزینه سرسام‌آور یکی از کشورهای همسایه ما دنبال می‌شود.

## دستگیری گزارشگران در میانمار
در سال ۲۰۱۷، دو خبرنگار با نام‌های والون ۳۲ ساله و کیوا سو او ۲۸ ساله در حالی که مشغول تحقیق و تهیه گزارش برای رویترز در میانمار بودند توسط پلیس دستگیر شدند. این دو گزارشگر رویترز در حال تهیه گزارشی راجع به کشتن ۱۰ مسلمان روهینگیایی به دست دولت میانمار بودند که پس از محاکمه به ۷ سال حبس محکوم شدند. به گفته برخی منابع دولتی آمریکا و رسانه‌ها این اقدام دولت میانمار نقض آزادی بیان بوده ولی به دولت میانمار می‌گوید که موضوع پرونده این دو خبرنگاران ربطی به آزادی بیان ندارد بلکه آنها به دلیل افشای اطلاعات محرمانه رسمی بوده‌است. آنگ سان سوچی رهبر حزب حاکم میانمار در واکنش به ادعای بی گناهی این دو خبرنگار گفته بود که اگر به حاکمیت قانون اعتقاد داریم، حق مسلم این دو خبرنگار است که نسبت به حکم خود فرجام خواهی کنند و نشان دهند چرا این حکم اشتباه صادر شده‌است.
مجلس نمایندگان آمریکا ضمن لایحه‌ای راجع به نسل‌کشی اقلیت مسلمان روهینگیایی در میانمار، تأکید کردند که بازداشت دو خبرنگار رویترز نیز ناعادلانه بوده و باید آزاد شوند.مایک پومپئو وزیر امورخارجه آمریکا نیز در سال ۲۰۱۸ از دولت میانمار درخواست کرده بود فوراً این دو خبرنگار را آزاد کنند. آژانس سیاست خارجی اتحادیه اروپا، حکم زندان دو خبرنگار را به ضرر آزادی رسانه‌ها، حقوق اطلاعاتی مردم و توسعه قانون در میانمار قلمداد کرد و اتحادیه اروپا خواستار آزادی فوری و بدون شرط این دو خبرنگار شد. سخنگوی نخست‌وزیر انگلستان نیز به حکم دادگاه راجع به این دو خبرنگار اعتراض کرده و خواستار آزادی آن دو شد. مارک فیلد معاون وزیر امورخارجه انگلیس در امور آسیا جرم دو خبرنگار رویترز در میانمار را انجام مسئولیت خبرنگاری توصیف کرد و افزود که آنان گزارش ارزشمندی در مورد اقدامات نفرت‌انگیز و نقض صریح قوانین حقوق بشر در استان راخین میانمار منتشر کرده‌اند. فیلد تأکید نمود که در تلاش برای آزادی خبرنگاران با مقامات دولت میانمار در ارتباط بوده چرا که دادگاه میانمار شواهد ارائه شده را نادیده گرفته و برخلاف قوانین میانمار رأی صادر کرده‌است. گفتنی است که سفیر انگلیس در میانمار در جلسه دادگاه خبرنگاران رویترز حاضر بوده‌است.
دو خبرنگار مذکور پس از تحمل ۵۰۰ روز حبس سرانجام در جریان اجرای عفو شش هزار و پانصد و بیست زندانی، مشمول عفو رئیس‌جمهور میانمار شدند.

## اعتراضات آبان ۱۳۹۸ در ایران
خبرگزاری رویترز در روز دوشنبه مورخ دوم۲ دی ۱۳۹۸، قرار شده‌بود که سید علی خامنه‌ای با جمع کردن مقامات ارشد امنیتی و دولتی خود دستور داده که هر کاری لازم است برای متوقف کردن اعتراضات انجام دهند. یکی از این منابع به رویترز گفته‌است که خامنه‌ای در این جلسه که در یکشنبه ۲۶ آبان برگزار شده‌بود، اظهار کرده‌است که نظام جمهوری اسلامی در خطر است، به هر شکلی که شده به اعتراضات پایان دهید، دستور من این است. به نوشته رویترز، این دستور، خونین‌ترین سرکوب معترضان را از زمان انقلاب اسلامی در سال ۱۹۷۹ به راه انداخت. رویترز تعداد تلفات اعتراضات آبان ۱۳۹۸ را که از طرف مقامات وزارت کشور دریافت کرده ۱۵۰۰ نفر می‌نویسد.